# 廣東省第二人民醫院民航院區
23°10′48″N 113°15′37″E / 23.1799075°N 113.2601949°E

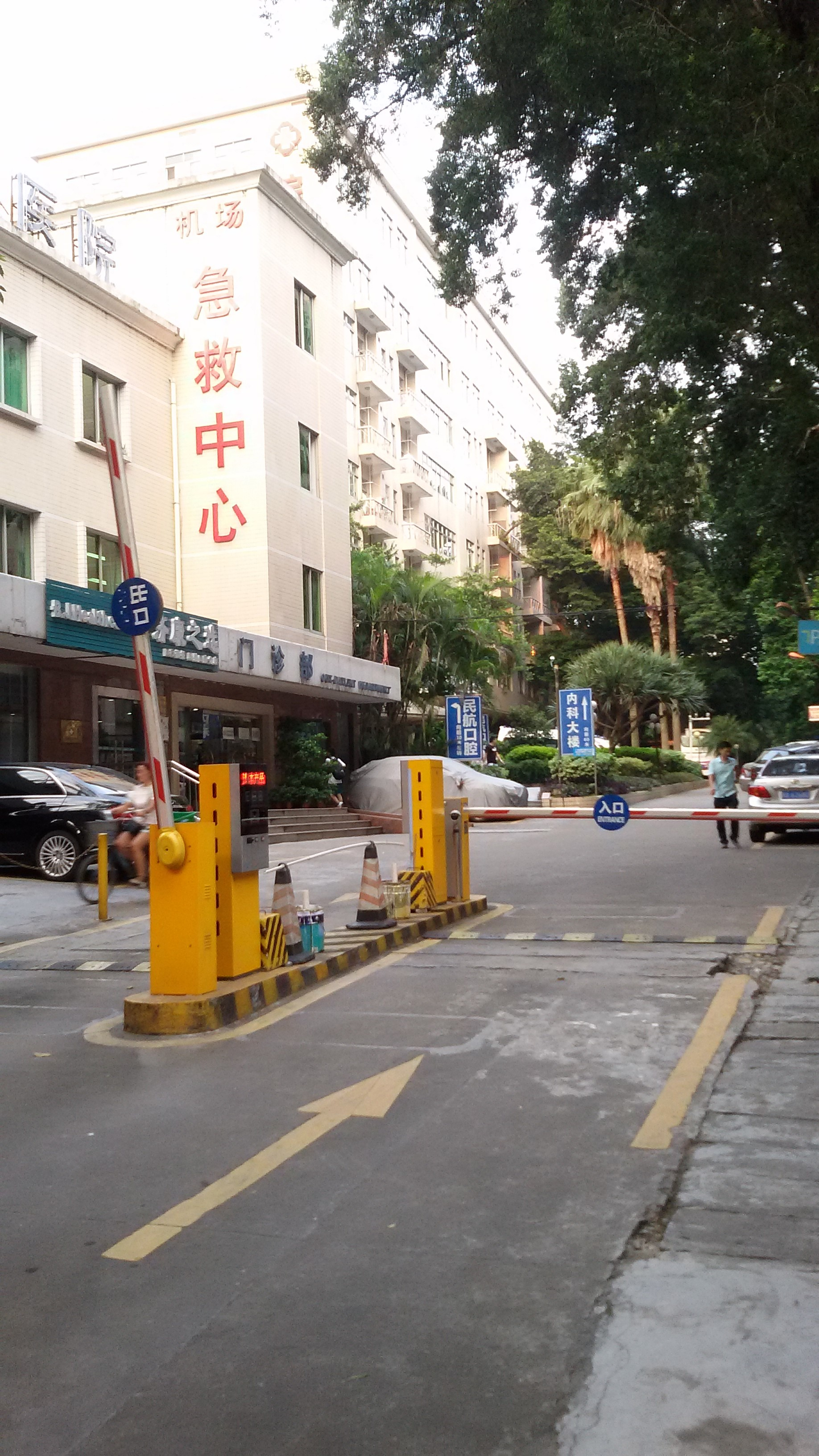
廣東省第二人民醫院民航院區

廣東省第二人民醫院民航院區，前稱民航廣州醫院，是中國廣東廣州的一間有醫療、急救、體檢、預防、康復及保健服务的二級綜合性醫院。1986年開辦，在白雲區機場路290號，開通之時由广东民航医疗快线有限公司经营，2020年4月28日由廣東省第二人民醫院接管，並更名為「廣東省第二人民醫院民航院區」。2020年7月1日，“廣東省第二人民醫院民航院區”正式挂牌。
在接管前，此醫院主要为白雲機場的航空人员、旅客及普通病人做應急救護的保障工作。接管後，廣東省第二人民醫院民航院區不再承擔此功能。